# Mirunga
Mirunga (Mirounga), potocznie słoń morski – rodzaj drapieżnych ssaków z rodziny fokowatych (Phocidae).

## Rozmieszczenie geograficzne
M. angustirostris występuje w północno-wschodnim Oceanie Spokojnym, na Aleutach, w Zatoce Alaska i na zachód od Ameryki Północnej, na południe do środkowej Kalifornii Dolnej (Meksyk); czasami spotykany na Hawajach i w Japonii oraz na Morzu Beringa. M. leonina występuje w obszarze okołobiegunowym głównie w strefie subantarktycznej, w tym na Antarktydzie, Macquarie, Wyspach Kerguelena, Georgii Południowej i Argentynie (Półwysep Valdés); zabłąkane populacje obserwowano w Australii, Brazylii, Chile, Mauritiusie, Mozambiku, Namibii, Nowej Zelandii, Omanie i Urugwaju.

## Charakterystyka

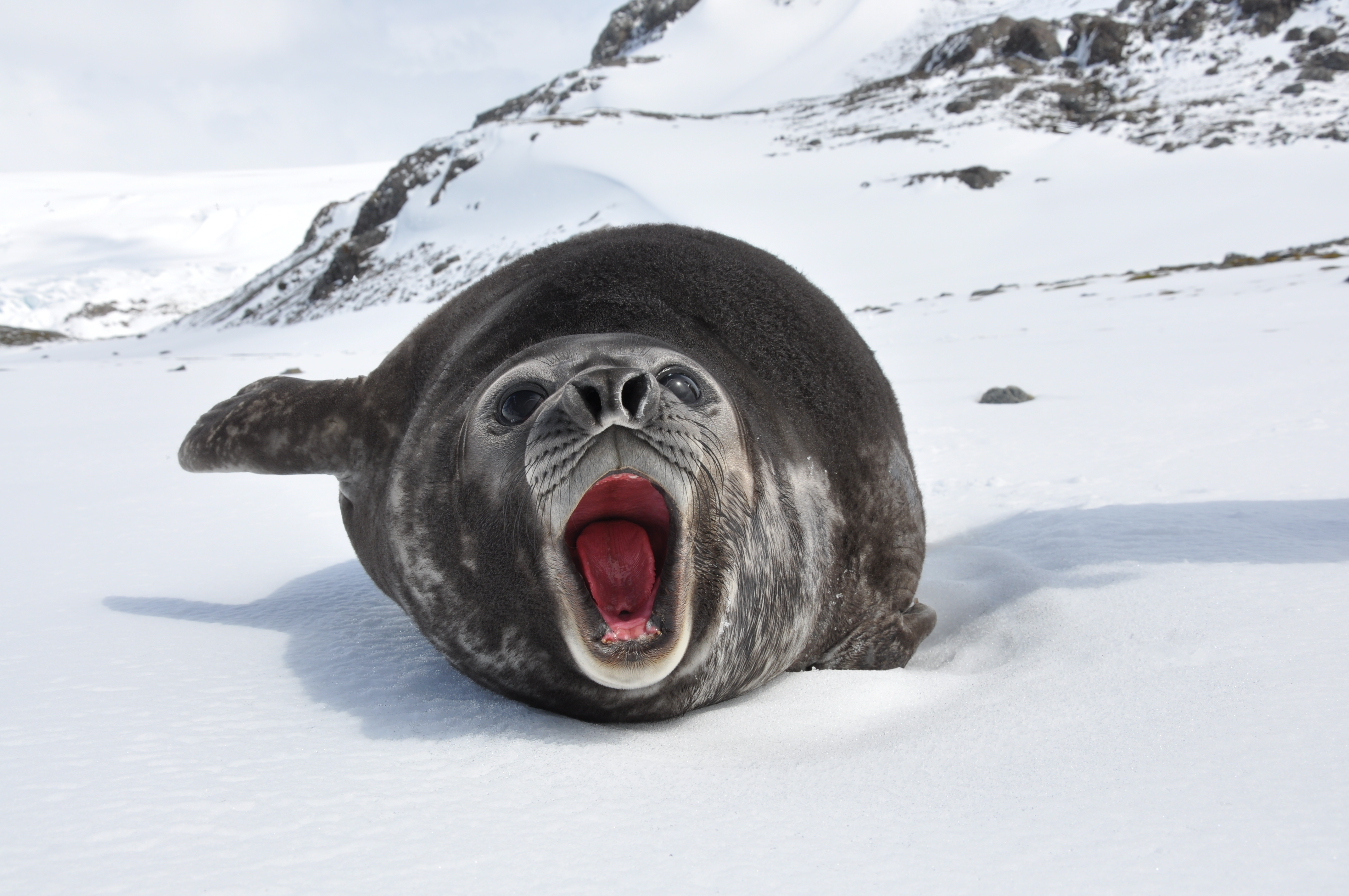
Mirunga w naturalnym środowisku.

Mirungi to zwierzęta stadne, które swoją nazwę potoczną słoń morski wzięły od dużych rozmiarów oraz od pysków samców, które przypominają trąbę.
Mirunga północna ma barwę żółtawą albo szaro-brązową, natomiast mirunga południowa jest niebiesko-szara. Ponadto odmiana południowa każdego roku zmienia sierść i część skóry na nową po zrzuceniu starej. Długość ciała samic 215–350 cm, samców 350–500 cm; masa ciała samic 300–800 kg, samców 1800–3000 kg; długość ciała noworodków obu płci 115–125 cm i masa ciała 25–45 kg. Dymorfizm płciowy pod względem wielkości i kształtu ciała jest już widoczny w 3–4 roku życia. Wyjątkowo duże samce mirungi południowej mogą osiągać masę ciała dochodzącą do 3700 kg.
Mirungi żywią się głównie rybami i głowonogami. Północna odmiana nie migruje. Wszystkie mirungi rozmnażają się na lądzie, z tym, że odmiana południowa zimę spędza na morzu, prawdopodobnie w pobliżu kry lodowej. Mirungi spędzają 80% czasu w wodzie, potrafią wytrzymać bez pobierania powietrza ponad 80 minut, tj. dłużej niż jakikolwiek inny niewaleniowaty ssak morski (nurkują do głębokości sięgających do 1500 m). Na lądzie (w piasku przybrzeżnym) mimo dużych rozmiarów mogą poruszać się szybciej niż człowiek. W czasie sezonu rozrodczego samce stają się w stosunku do siebie wyjątkowo agresywne. Walczą wtedy między sobą o terytoria, a „haremy” poszczególnych samców dochodzą do 40 samic. Samice mają każdego roku tylko jedno młode, ciąża trwa ok. 11 miesięcy. Samice dożywają 20 lat, a samce 14.
Na obydwa gatunki mirungi polowano w XIX w. dla ich cennego tłuszczu, wtedy też znalazły się one na granicy wymarcia. W XX w. w wyniku programu ochrony tych ssaków ich liczebność znacząco się podniosła, a ich istnienie nie jest już zagrożone.

## Systematyka
Rodzaj zdefiniował w 1827 roku angielski zoolog John Edward Gray w rozdziale poświęconym ssakom opublikowanym w publikacji pod redakcją Cuviera i Griffitha dotyczącej królestwa zwierząt. Gray wymienił pięć gatunków – Phoca cristata Erxleben, 1777, Phoca byronii Desmarest, 1821 (= Phoca byronia de Blainville, 1820, Mirounga patagonica J.E. Gray, 1827 (= Phoca leonina Linnaeus, 1758), Mirounga proboscidea J.E. Gray, 1827 (= Phoca leonina Linnaeus, 1758) i Mirounga ansonii J.E. Gray, 1827 (= Phoca leonina Linnaeus, 1758) – nie wskazując gatunku typowego; w ramach późniejszego oznaczenia w 1905 roku amerykański zoolog Joel Asaph Allen na typ nomenklatoryczny wyznaczył Mirounga proboscidea J.E. Gray, 1827 (= Phoca leonina Linnaeus, 1758) (mirunga południowa). Wcześniejsza nazwa – Macrorhinus – którą utworzył w 1826 roku francuski przyrodnik Frédéric Cuvier, okazała się młodszym homonimem rodzaju chrząszczy opisanego w 1825 roku.

### Etymologia
- Macrorhinus (Macrorhyna): gr. μακρος makros ‘długi’; ῥις rhis, ῥινος rhinos ‘nos’[16]. Gatunek typowy (oznaczenie monotypowe): Phoca proboscidea Péron, 1816 (= Phoca leonina Linnaeus, 1758).
- Mirounga (Mirunga, Morunga): rodzima, australijska nazwa miouroung dla mirungi południowej[17].
- Rhinophoca: gr. ῥις rhis, ῥινος rhinos ‘nos’; rodzaj Phoca Linnaeus, 1758 (foka)[18].
- Physorhinus: gr. φυσα phusa ‘miech, pęcherz’; ῥις rhis, ῥινος rhinos ‘nos, pysk’[19]. Gatunek typowy (oznaczenie monotypowe): Phoca proboscidea Péron, 1816 (= Phoca leonina Linnaeus, 1758).

### Podział systematyczny
Do rodzaju należą następujące gatunki:
| Grafika | Gatunek                 | Autor i rok opisu | Nazwa zwyczajowa   | Podgatunki         | Rozmieszczenie geograficzne | Podstawowe wymiary             | Status IUCN |
| ------- | ----------------------- | ----------------- | ------------------ | ------------------ | --- | ------------------------------ | ----------- |
|         | Mirounga angustirostris | Gill, 1866        | mirunga północna   | gatunek monotypowy | północno-wschodni Ocean Spokojny na Aleutach, w Zatoce Alaska, zachodnim wybrzeżu Ameryki Północnej na południe do środkowej części Kalifornia Dolnej w Meksyku; sporadycznie na Hawajach, Japonii i Morzu Beringa | DC: 215–400 cm MC: 300–2500 kg | LC          |
|         | Mirounga leonina        | (Linnaeus, 1758)  | mirunga południowa | gatunek monotypowy | okołobiegunowy na Oceanie Południowym; miejsca rozrodu i lęgowe rozproszone na wyspach subantarktycznych, Półwyspie Antarktycznym i wybrzeżu południowej Argentyny                                                 | DC: 300–500 cm MC: 600–3000 kg | LC          |

Kategorie IUCN:  LC  – gatunek najmniejszej troski.